# AGTRAP
AGTRAP‏ (Angiotensin II receptor associated protein) هوَ بروتين يُشَفر بواسطة جين AGTRAP في الإنسان.
يشفر هذا الجين بروتينًا غشائيًا يقع في الغشاء البلازمي والهياكل الحويصلية المحيطة بالنواة. يتفاعل منتج الجين مع مستقبلات الأنجيوتنسين II من النوع الأول وينظم إشارات الأنجيوتنسين II بشكل سلبي. يؤدي الربط البديل لهذا الجين إلى توليد متغيرات نسخ متعددة تشفر أشكالًا متماثلة مختلفة.

## التفاعل
لقد ثبت أن AGTRAP يتفاعل مع GNB2L1.